# Au one net
au one net（エーユーワンネット）は、KDDIが運営するインターネットサービスプロバイダ事業である。ダイヤルアップ接続、ADSL（終了）、光、モバイル接続など各種接続サービスを提供する。

## 沿革
- 1997年7月 - 第二電電株式会社 (DDI) がISP事業「DION」（ディオン、DDI Integrated Open Networkの略）提供開始[1]。
  - AS番号は 4732 DDI
- 1997年 - 日本高速通信（TWJ、テレウェイ）がISP事業「Sirius」（シリウス）を開始。
  - ドメイン名は teleway.or.jp
  - AS番号は 4703 TELEWAY
- 1998年 - 国際電信電話（KDD）がISP事業「NEWEB」（ニューウェブ）を開始。
  - ドメイン名は neweb.ne.jp
- 1998年 - KDDコミュニケーションズ（KCOM、KDDの子会社、KDDIネットワーク&ソリューションズを経てKDDI本体に吸収合併）がISPサービス「KCOMインターネットサービス」を開始。
  - ドメイン名は kcom.ne.jp
  - AS番号は 4702 KCOM
- 1998年12月 - KDDはテレウェイを吸収合併。SiriusはNEWEBに統合される。
- 2000年10月 - DDI、日本移動通信株式会社（IDO）、KDDの3社合併により、株式会社ディーディーアイ（現・KDDI株式会社）が発足。KDDのNEWEBがDDIのDIONに統合された。
- 2005年3月 - KCOMインターネットサービスはKDDIグループ再編のため、3月末でサービスを終了。DIONへの新規入会希望者には優待特典が付与された。
- 2007年9月27日 - サービス名称を「au one net」に変更。

2007年9月27日にサービス名称をDIONから「au one net」に変更すると同時に、au携帯電話とPCのネットワークサービスのシームレス化を目指し、au携帯電話向けのポータルサイト「EZ（EZweb）トップ」、PC向けインターネットサービス「DION」のポータルサイト、EZwebコンテンツを案内するPC向けサイト「DUOGATE」の3サイトを統合し、新ポータルサイト「au one」に一本化した。
- 2010年9月 - 「WEB de 請求書」に切替。紙請求書有料化（52円税込）される。
- 2013年3月21日 - au one netメールサービスのリニューアルにより、メールボックス保存容量が5GBに、メールボックス保存期間が無期限となる。また、WEBメールが申し込み不要の標準サービスとなる[2]。
- 2015年9月30日 - ADSLサービスを終了。
- 2017年10月31日 - 1999年から提供していた無料で最大100MBのホームページ作成可能な「ホームページ公開代理サービス」終了。

## LOVELOG
LOVELOG（ラヴログ）は2004年8月2日に開始された DION 及び au one net のブログサービスであった。
2014年6月30日サービスを終了した。

## 安全性

### 顧客情報流出事件
2003年12月18日時点でのDION利用者3,996,789名分の情報が外部に流出した。これはYahoo! BB顧客情報漏洩事件に次ぐ情報漏洩事件となった。
これは当時KDDIの委託社員によるものと発覚している。流出内容は以下のとおり。
- 性別：26,493名分
- 生年月日：98,150名分
- 連絡先メールアドレス：447,175名分

### 電子メールの脆弱性
かつて、au one netが提供する電子メールサービスのメール送受信において、通信内容の秘匿化のためのSSLに対応していなかったが、現在では受信プロトコルではPOP over SSL（POPS）に、送信プロトコルではSMTP over SSL（SMTPS）、およびSTARTTLSによる安全性の高いSSL通信に対応している。
また、脆弱性が知られているためセキュリティ上の推奨はなされていないものの、平文でパスワードを送受信することなく認証が行えるAPOPも提供されている。
なお、APOPについては2007年にIPAがSSLに置き換えるよう注意喚起を行っているため、利用にあたっては注意が必要。